# Galeodea rugosa
Galeodea rugosa — вид морских брюхоногих моллюсков семейства Cassidae. Донное бентическое животное, обитающее в Восточной Атлантике и Средиземном море: от Азорских островов до Porcupine Bank (Ирландия), на юг до Марокко и на восток до Кипра. Живёт на глубине от 77 до 1032 м. Безвредно для человека, является объектом коммерческого промысла. Охранный статус вида не оценивался.